# Vlasserij-Suikermuseum
Het Nationaal Vlasserij-Suikermuseum is een museum te Klundert dat gevestigd is aan de Stoofdijk 1a.
Het museum bestaat sinds 2002 en behandelt de gewassen vlas en suikerbiet, alsmede de bijbehorende bewerkingen en de producten die daaruit voortkomen, zoals linnen, lijnolie, en suiker. Dit betreft apparaten voor de vlasverwerking en apparatuur die in suikerfabrieken werd en wordt toegepast. Ook een groot aantal suikerproducten uit het verleden en heden wordt tentoongesteld.
Er worden demonstraties gegeven met betrekking tot vlasbewerking, zoals repelen, braken, hekelen en zwingelen.